# Timothy Durwael
Timothy Durwael est un footballeur belge né le 21 février 1991 à  Hasselt (Belgique). Il évolue au poste de défenseur.

## Biographie
Débutant au Sporting Hasselt, il arrive au KRC Genk en 2007. Il joue son premier match en Jupiler League en 2009.
Il dispute son premier match en Ligue des Champions le 3 août 2011, lors d'une rencontre du tour préliminaire face au Partizan de Belgrade. Il est titulaire et joue l'intégralité de la rencontre.

## Palmarès
- Champion de Belgique en 2011 avec le KRC Genk